# Aubeville
Aubeville ist eine Ortschaft und eine ehemalige französische Gemeinde mit 368 Einwohnern (Stand 1. Januar 2018) im Département Charente in der Region Nouvelle-Aquitaine (vor 2016 Poitou-Charentes). Sie gehörte zum Arrondissement Angoulême und zum Kanton Charente-Sud.
Mit Wirkung vom 1. Januar 2016 wurden die früheren Gemeinden Jurignac, Aubeville, Péreuil und Mainfonds zu einer Commune nouvelle mit dem Namen Val des Vignes zusammengelegt und haben in der neuen Gemeinde den Status einer Commune déléguée inne. Der Verwaltungssitz befindet sich im Ort Jurignac.

## Lage
Aubeville liegt etwa 30 Kilometer (Fahrtstrecke) südwestlich von Angoulême in der Kulturlandschaft des Angoumois in einer Höhe von etwa 90 m. Der kleine Bach Ecly entspringt auf dem Gebiet der ehemaligen Gemeinde.

## Bevölkerungsentwicklung
| Jahr      | 1962 | 1968 | 1975 | 1982 | 1990 | 1999 | 2006 | 2018 |
| Einwohner | 198  | 195  | 153  | 139  | 130  | 142  | 144  | 368  |

In der ersten Hälfte des 19. Jahrhunderts hatte die Gemeinde stets um die 400 Einwohner; infolge der Reblauskrise im Weinbau und der Mechanisierung der Landwirtschaft sank die Einwohnerzahl danach kontinuierlich bis auf die derzeitigen Tiefststände ab.

## Wirtschaft
Die Einwohner Aubevilles lebten jahrhundertelang von der Landwirtschaft; die Böden der vormaligen Gemeinde gehören zu den Fins Bois des Weinbaugebietes Cognac, doch sind die Absätze bei teuren Weinbränden in den letzten Jahrzehnten eher rückläufig, so dass der Weinbau heutzutage keine bedeutende Rolle mehr spielt. Der Tourismus in Form der Vermietung von Ferienwohnungen trägt seit den 1960er Jahren zu den Einnahmen der Gemeinde bei.

## Geschichte
Das Vorhandensein einer romanischen Kirche lässt auf die Existenz einer Ortschaft in mittelalterlicher Zeit schließen.

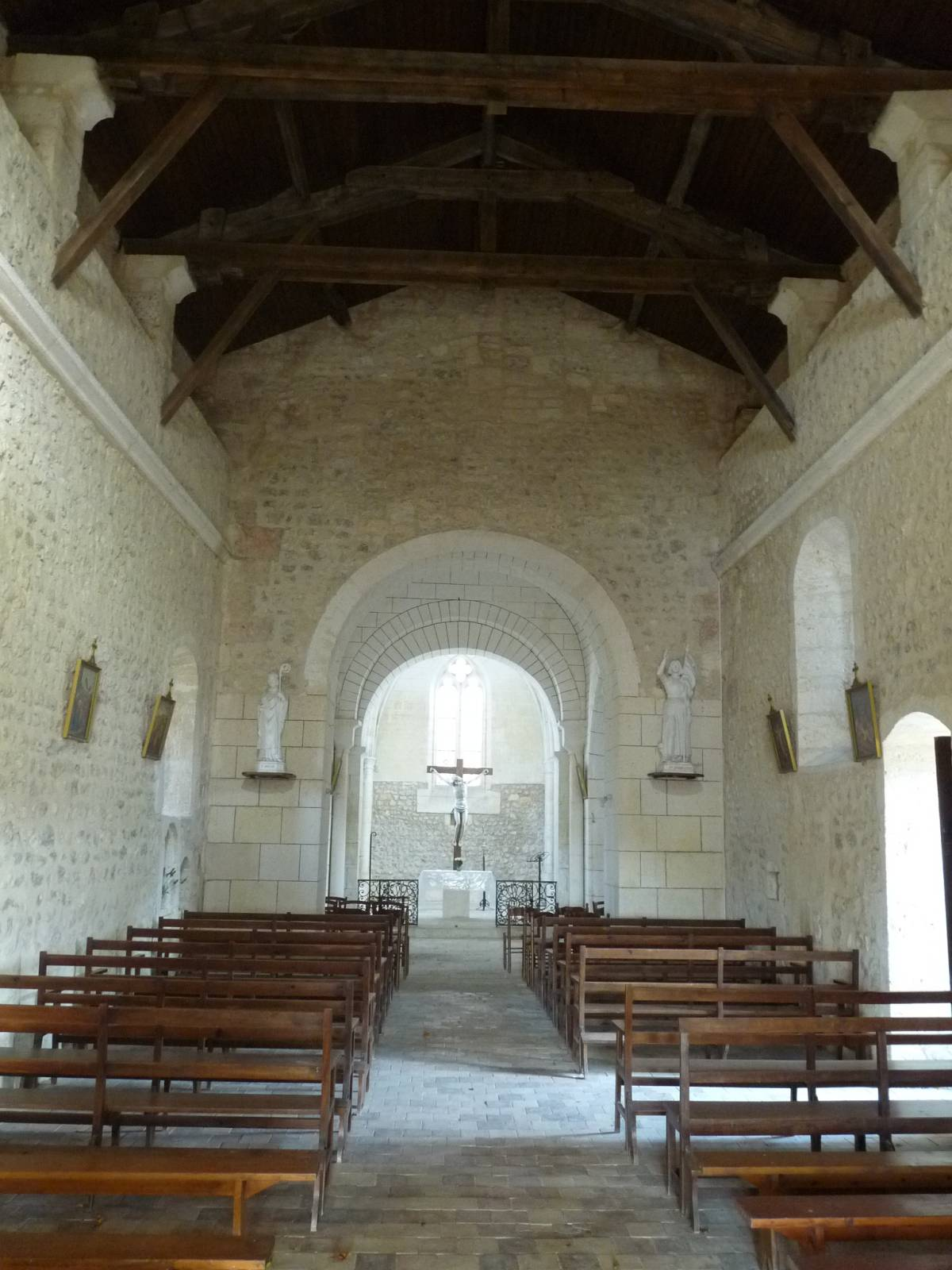
Langhaus der Kirche Saint-Cybard

## Sehenswürdigkeiten
Die weitgehend schmucklose romanische Pfarrkirche (Église Saint-Cybard) ist ein Bau des 12. Jahrhunderts, dessen Ostteile allerdings im 15./16. Jahrhundert in den Stilformen der Spätgotik überarbeitet wurden. Die Westfassade mit ihren dreiviertelhohen Strebepfeilern wurde im 19. Jahrhundert erneuert. Das Bruchsteinmauerwerk der nicht durch Strebepfeiler verstärkten Außenwände konnte kein Gewölbe tragen und so ist das Langhaus bis auf den heutigen Tag von einem offenen Dachstuhl überspannt. Vierungs- und Apsisbereich wurden – deutlich erkennbar – in späterer Zeit überarbeitet. Der zweite Eingang auf der Südseite der Kirche sowie das Vorhandensein eines Querhauses verweisen auf die Tatsache, dass es sich um eine einfache ehemalige Prioratskirche der Abtei von Saint-Cybard in Angoulême handelt.